# Christopher Langton
Christopher Langton (nacido en 1948 o 1949) es un científico estadounidense dedicado a la teoría informática, siendo uno de los fundadores del campo de la vida artificial.

## Aportaciones
El término «vida artificial» fue acuñado por Langton a finales de la década de 1980, cuando organizó el primer Taller de Síntesis y Simulación de Sistemas Vivientes (también conocido como «Vida Artificial I») en el Laboratorio Nacional de Los Álamos en 1987.
Langton hizo numerosas contribuciones al campo de la vida artificial, ligadas a la simulación mediante modelos informáticos de problemas dados y a su interpretación filosófica. Identificó muy pronto los problemas relativos a la información, la computación y la reproducción, intrínsecamente conectados con la complejidad y sus leyes básicas. Inspirado por ideas provenientes de la física, especialmente las transiciones de fase,  desarrolló varios conceptos clave y medidas cuantitativas para comprender el comportamiento de los autómatas celulares y sugirió que los puntos críticos que separan el orden del desorden podrían jugar un papel muy importante en la conformación de sistemas complejos, particularmente en biología. Estas ideas también eran exploradas simultáneamente, aunque con aproximaciones diferentes, por James P. Crutchfield y Per Bak entre otros.
Licenciado de la Universidad de Míchigan, Langton creó la hormiga de Langton y el bucle de Langton, ambos simulacros sencillos de vida artificial, además de su parámetro Lambda, una medida adimensional de complejidad y de potencial de computación en autómatas celulares, dado por el análisis de un estado dado entre todos los estados posibles. Para un autómata celular de 2 estados, 1 grado de vecindad, y 1 tipo de desplazamiento «D», el valor de lambda es cercano a 0,5. Para uno de 2 estados, vecindad de Moore, y 2 tipos de desplazamiento «D», como el del tipo «vida de Conway», el valor es 0,273.
Langton es el hijo mayor de Jane Langton, autora de la serie de libros titulada Homer Kelly Mysteries. Tiene dos hijos adultos, Gabe y Colin.

## Principales publicaciones
- Christopher G. Langton. «Artificial Life: An Overview». (Editor), MIT Press, 1995.
- Christopher G. Langton. «Artificial Life III: Proceedings of the Third Interdisciplinary Workshop on the Synthesis and Simulation of Living Systems». (Editor), Addison-Wesley, 1993.
- Christopher G. Langton. «Life at the Edge of Chaos». in «Artificial Life II», Addison-Wesley, 1991.
- Christopher G. Langton. «Artificial Life II: Proceedings of the Second Interdisciplinary Workshop on the Synthesis and Simulation of Living Systems». (Editor), Addison-Wesley, 1991.
- Christopher G. Langton. «Computation at the edge of chaos». Physica D, 42, 1990.
- Christopher G. Langton. «Computation at the edge of Chaos: Phase-Transitions and Emergent Computation.» Ph.D. Thesis, University of Michigan (1990).
- Christopher G. Langton. «Is There a Sharp Phase Transition for Deterministic Cellular Automata?», with W.K Wootters, Physica D, 45, 1990.
- Christopher G. Langton. «Artificial Life: Proceedings of an Interdisciplinary Workshop on the Synthesis and Simulation of Living Systems». (Editor), Addison-Wesley, 1988.
- Christopher G. Langton. «Studying Artificial Life with Cellular Automata». Physica D, 22, 1986.
- Christopher G. Langton. «Self Reproduction in Cellular Automata». Physica D, 10, 1984.